# 小指敦子
小指 敦子（こざす あつこ、本名：安津子、女性、1933年 - 1993年11月6日）は、日本のファッション・ジャーナリスト、編集者。『セゾン・ド・ノンノ』『マリ・クレール・ジャポン』などで執筆。雑誌取材で何度もパリ・コレクションを取材し、ジャンニ・ヴェルサーチとも親しい間柄だった。夫は、NKK(現JFEエンジニアリング)特別主席の小指軍夫（こざす いさお）。

## 経歴
埼玉県さいたま市（旧浦和市）出身。桑沢デザイン研究所卒業。『二人自身』（光文社）編集部に勤務。
夫の留学に伴い渡米。ファッション専門学校FIT（Fashion Institute of Technology）の聴講生となり、アパレル経営術を学ぶ。
帰国後、旭化成に勤務。川久保玲と知り合う。
1971年、伊勢丹研究所でファッションの企画などに携わる。
1979年、フリーのファッション・ジャーナリストとして独立。パリ・コレクションを中心にヨーロッパ・ファッションを日本に紹介した。1980年代前半は厚生労働省の『労働時報』に海外の服飾業界事情を連載、同じく1980年代後半より、朝日新聞社主催のトークイベント「パリ・プレタポルテ・コレクション」にゲスト解説者として登壇。また雑誌『マリクレール』の編集に関わる。
1992年、唯一の単行本『テーブルトーク　テーブルセッティングから始まるヨーロッパの生活様式』（中央公論社）を出版。
1993年11月6日、心筋梗塞のため自宅で死去。享年60。

## コム・デ・ギャルソンとの関わり
1960年代後半、旭化成勤務時代に川久保玲と知り合い、川久保にフリーのスタイリストになるよう勧め、コム・デ・ギャルソンの設立に影響を与えた。1981年にコム・デ・ギャルソンがパリ・コレクションに進出する際、どの顧客に招待状を送るべきかの助言を与えている。筑摩書房から1986年に出版されたコム・デ・ギャルソン写真集『COMME des GARCONS』の編集を担当。コム・デ・ギャルソンのPR誌『Six』については全8号（1988年から1991年まで）編集を担当する。

## 著作
- 『テーブルトーク　テーブルセッティングから始まるヨーロッパの生活様式』小指敦子（編）、中央公論社〈暮しの設計；別冊22〉、1992-10-30[6]。
- 「SOENレポート 男は黙って女にまかせろ」『装苑』第25巻第12号、文化出版局、1970年12月、129–133頁。
- 『労働時報』連載、厚生労働省広報室 (編)、第一法規。
  - 「寂聴塾」、第34巻第7号(通巻395)、1981年7月、11頁。
  - 海外OL事情「ニューヨークのOLたち」、第36巻第1号(通巻413)、1983年1月、38–39頁。
    - 「(続)ニューヨークのOLたち」、第36巻第2号(通巻414)、1983年2月、54–55頁。
    - 「(3)ミラノのOLたち」、第36巻第3号(通巻415)、1983年3月、54–55頁。
    - 「(4)パリのOLたち(その1) 」、第36巻第4号(通巻416)、1983年4月、54–55頁。
    - 「パリのOLたち(その2)」、第36巻第5号(通巻417)、1983年5月、54–55頁。
    - 「(6)ロンドンのOLたち」、第36巻第6号(通巻418)、1983年6月、54–55頁。

  - SAVVYな女性「(1)クロエのマダム・アギオン」、第36巻第7号(通巻419)、1983年7月、56–57頁。
    - 「(2)プレス担当のアンナ・ゼニア」、第36巻第8号(通巻420)、1983年8月、62–63頁。
    - 「(3) アメリカ・C・ディオールの社長」、第36巻第9号(通巻421)、1983年9月、54-55頁。

  - 「ジェントル・ウーマン｣ 、第38巻第6号(通巻442)、1985年6月、3頁。
- 篠山紀信 ; 小指敦子「日本人の仕事場 〔川久保玲〕」『小説新潮』第43巻第8号(通巻542)、新潮社、1989年7月、3頁、390頁。